# أولف أريكسون (لاعب كرة قدم)
أولف أريكسون (بالسويدية: Ulf Eriksson)‏ (21 فبراير 1958 - ) هو لاعب كرة قدم سويدي في مركز الوسط. شارك مع منتخب السويد لكرة القدم. أما مع النوادي، فقد لعب مع أريس تسالونيكي ونادي هاماربي لكرة القدم وEnköpings SK FK ‏.

## وصلات خارجية
- أولف أريكسون على موقع الاتحاد الأوربي (الإنجليزية)
- أولف أريكسون على موقع قاعدة بيانات كرة القدم.إي يو (الإنجليزية)
- أولف أريكسون على موقع ناشيونال فوتبول تيمز (الإنجليزية)
- أولف أريكسون على موقع Soccerway.com (الإنجليزية)